# Universidad Vale do Rio Verde
La Universidad Vale do Rio Verde (UninCor) fue fundada el 11 de noviembre de 1965 mediante Ley Estatal N.° 3.540, con la denominación de Fundação Faculdade de Filosofia, Ciências e Letras. En 1975 cambió su denominación por Instituto Superior de Ciências, Letras e Artes de Três Corações. El 7 de septiembre de 1990, pasó a llamarse Fundación Comunitaria Tricordiana de Educación. El 23 de septiembre de 1997, el Decreto N.° 39.079, autorizó la operación de la Universidad Vale do Rio Verde de Três Corações - UninCor.

## Campus
La UninCor tiene campus en Três Corações, São Gonçalo do Sapucaí, Caxambu, Betim y Belo Horizonte, así como extensiones en Ibirité, Itaguara, Pará de Minas y Pitangui.

## Áreas académicas

### Pregrado
| Área               | Programas académicos |
| ------------------ | --- |
| Ciencias sociales  | - Administración - Gestión de la Producción Industrial - Logística - Derecho - Ciencias Contables - Pedagogía - Psicología - Servicio social |
| Ciencias naturales | - Agronomía - Enfermería - Gestión Ambiental - Odontología - Educación Física - Radiología - Farmacia - Medicina veterinaria - Nutrición     |
| Ciencias formales  | - Ciencias de la Computación |